# هيساشي ميازاكي
هيساشي ميازاكي (باليابانية: 宮崎久؛ بالكانا: みやざき ひさし) هو عداء سريع ياباني، ولد في 19 مارس 1981 في يونزين في اليابان.

## وصلات خارجية
- هيساشي ميازاكي على موقع الاتحاد الدولي لألعاب القوى (الإنجليزية)
- هيساشي ميازاكي على موقع IBSF (الإنجليزية)
- هيساشي ميازاكي على موقع اللجنة الأولمبية الدولية (الإنجليزية)
- هيساشي ميازاكي على موقع أوليمبيديا (الإنجليزية)